# Carlotta Margherita di Montmorency
Carlotta Margherita di Montmorency (Pézenas, 11 maggio 1594 – Parigi, 2 dicembre 1650) è stata una nobildonna francese, principessa di Condé e duchessa di Montmorency.

## Biografia

### Infanzia
Carlotta Margherita era la figlia del duca Enrico I di Montmorency, e della sua seconda moglie, Luisa di Budos. Carlotta Margherita appartiene per nascita all'omonima famiglia, una delle più antiche e più illustri della Francia (il nonno, Anne de Montmorency era stato un amico intimo di Francesco I e di Enrico II).
La sua infanzia è relativamente triste e solitaria. Vede poco il padre e viene allevata da una delle sue zie, che la rese una principessa pia e colta.

### Al servizio della regina e matrimonio
Nel 1609, all'età di sedici anni, entrò al servizio della regina Maria de' Medici. È durante un balletto in cui era vestita come una ninfa che seduce il vecchio re. Enrico IV fece rompere il fidanzamento di Carlotta Margherita con il Marchese de Bassompierre, suo amico, allo scopo di non avere fraintendimenti con esso, per farla sposare con un Principe del sangue e suo nipote, Enrico II di Borbone-Condé, ritenuto non molto ricco, timido, insignificante e omosessuale e, nonostante fosse stato coinvolto nella sua educazione, Enrico IV lo disprezzava, il tutto per poter godere liberamente della compagnia della dama senza incontrare ostacoli da parte di un marito geloso. 
Iniziò quindi uno scambio intimo di lettere tra il sovrano e Carlotta (sembra che la relazione non andò momentaneamente oltre l'amore platonico) ed il contratto matrimoniale venne firmato al Louvre il 2 marzo del 1609; il neo-marito poté ottenere una lauta di donazione che costituì la base per la ricostruzione della fortuna della famiglia. Dopo aver ricevuto la dispensa papale, il matrimonio venne celebrato l'11 maggio (o il 17) 1609 a Chantilly e Carlotta divenne così principessa di Condé.

### Nei Paesi Bassi
Enrico II tuttavia si dimostrò un marito tutt'altro che accondiscendente e, per sottrarre la moglie alle voglie del re, fuggì con lei a Bruxelles nei Paesi Bassi Spagnoli. 
Lungo il tragitto, il sovrano tentò in modo fallimentare di braccare la coppia e quando questi giunsero a destinazione, Enrico esercitò forti pressioni sui reggenti dei Paesi Bassi, Alberto e Isabella d'Asburgo: i due, che videro nella faccenda solo un problema, ma si irrigidirono sulle loro posizioni a seguito di fallimentari e tragicomici ratti. La situazione peggiorò quando Enrico II si recò a Milano nel marzo 1610 e ivi firmò un accordo con la Spagna, impegnandosi a non rientrare in Francia in cambio di una lauta pensione. La situazione si legò con la questione della successione di Giovanni Guglielmo di Jülich-Kleve-Berg, la cui guerra non scoppiò solo per l'assassinio di Enrico IV.
La coppia ritornò a Parigi solo dopo la morte del re.

### Prigionia
Nel 1613 Enrico II si oppose al governo della reggente Maria de' Medici, fomentando la rivolta, ma nel 1616 sia lui che la moglie furono arrestati e imprigionati a Vincennes, dove nacquero i loro primi quattro figli. Vennero liberati nel 1620 per volere di Luigi XIII di Francia.

### Amica della Regina
Carlotta Margherita, secondo le cronache, era una donna bellissima, pia (non eccessivamente) colta, tollerante, che frequenta la Corte (la regina Anna d'Austria la tiene in grande considerazione), ma senza legarsi a nessuno. Non le piace il primo ministro, il cardinale Richelieu, ma non interferisce con gli intrighi che affliggono la vita di corte. Nel 1627 tentò di intercedere in favore di suo cugino, il conte di Montmorency-Boutteville, colpevole di aver violato l'editto contro i duelli del terribile cardinale: Luigi XIII e Richelieu restarono inflessibili.
Nel 1632, il suo unico fratello, Enrico II di Montmorency, governatore della Linguadoca, tenente generale del Regno, venne arrestato a Pézenas, Michel Particelli d'Emery, rappresentante del re nelle tenute generali della Linguadoca, fu arrestato durante un combattimento a Castelnaudary. Carlotta Margherita implorò il perdono di Luigi XIII. Ma il re sostenne il suo ministro Richelieu e fece decapitare Montmorency a Tolosa, eliminando l'ultimo rappresentante maschile della famiglia. Il re confiscò l'immenso patrimonio della famiglia. Carlotta Margherita ferita nel suo amore fraterno, si allontanò dalla corte e si dedicò ai suoi figli.

### Duchessa di Montmorency
Alla morte del fratello, divenne Duchessa di Montmorency.
Il 21 aprile 1643 fece da madrina, insieme al cardinale Giulio Mazzarino, al delfino Luigi, figlio ed erede del re Luigi XIII di Francia.
Durante la reggenza di Anna d'Austria, Carlotta Margherita ritornò a corte.

## Discendenza
Carlotta e Enrico II di Borbone-Condé ebbero sei figli, ma solo tre raggiunsero l'età adulta:
- un bambino rimasto senza nome (Castello di Vincennes, 1617);
- due gemelli rimasti senza nome (Castello di Vincennes, 1618);
- Anna Genoveffa (Castello di Vincennes, 1619 - Parigi, 1679), che sposò Enrico II di Orléans-Longueville;
- Luigi (Parigi, 1621 - Fontainebleau, 1686), principe di Condé;
- Armando (Parigi, 1629 - 1666), principe di Conti.

## Ascendenza
|                                     |                       |                                         | Genitori                                                   |  |  | Nonni |  |  | Bisnonni                                                          |  |  | Trisnonni                       |  |
|                                     |                       |                                         |                                                            |  |  |       |  |  | Guillaume de Montmorency, signore d'Escouen de Thore de Chantilly |  |  | Jean II, signore di Montmorency |  |
|                                     |                       |                                         |                                                            |  |  |       |  |  | Guillaume de Montmorency, signore d'Escouen de Thore de Chantilly |  |  | Jean II, signore di Montmorency |  |
|                                     |                       | Marguerite d'Orgemont                   |                                                            |  |  |       |  |  | Guillaume de Montmorency, signore d'Escouen de Thore de Chantilly |  |  |                                 |  |
| Anne, duca di Montmorency           |                       |                                         |                                                            |  |  |       |  |  | Guillaume de Montmorency, signore d'Escouen de Thore de Chantilly |  |  |                                 |  |
|                                     |                       | Anne Pot, contessa di Saint-Pol         | Guy Pot, conte di Saint-Pol                                |  |  |       |  |  |                                                                   |  |  |                                 |  |
|                                     |                       | Anne Pot, contessa di Saint-Pol         | Guy Pot, conte di Saint-Pol                                |  |  |       |  |  |                                                                   |  |  |                                 |  |
|                                     |                       | Anne Pot, contessa di Saint-Pol         | Marie de Villiers de L'Isle Adam                           |  |  |       |  |  |                                                                   |  |  |                                 |  |
| Henri I, duca di Montmorency        |                       | Anne Pot, contessa di Saint-Pol         |                                                            |  |  |       |  |  |                                                                   |  |  |                                 |  |
|                                     |                       | Renato di Savoia, conte di Villars      | Filippo II, duca di Savoia                                 |  |  |       |  |  |                                                                   |  |  |                                 |  |
|                                     |                       | Renato di Savoia, conte di Villars      | Filippo II, duca di Savoia                                 |  |  |       |  |  |                                                                   |  |  |                                 |  |
|                                     |                       | Renato di Savoia, conte di Villars      | Libera Portoneri                                           |  |  |       |  |  |                                                                   |  |  |                                 |  |
| Maddalena di Savoia-Villars         |                       | Renato di Savoia, conte di Villars      |                                                            |  |  |       |  |  |                                                                   |  |  |                                 |  |
|                                     |                       | Anna Lascaris, contessa di Tenda        | Gian Antonio II Lascaris, conte di Tenda                   |  |  |       |  |  |                                                                   |  |  |                                 |  |
|                                     |                       | Anna Lascaris, contessa di Tenda        | Gian Antonio II Lascaris, conte di Tenda                   |  |  |       |  |  |                                                                   |  |  |                                 |  |
|                                     |                       | Anna Lascaris, contessa di Tenda        | Isabelle d'Anglure                                         |  |  |       |  |  |                                                                   |  |  |                                 |  |
| Charlotte-Marguerite de Montmorency |                       | Anna Lascaris, contessa di Tenda        |                                                            |  |  |       |  |  |                                                                   |  |  |                                 |  |
|                                     | Jean, barone de Budos | Thibaud II, signore de Budos            |                                                            |  |  |       |  |  |                                                                   |  |  |                                 |  |
|                                     | Jean, barone de Budos | Thibaud II, signore de Budos            |                                                            |  |  |       |  |  |                                                                   |  |  |                                 |  |
|                                     | Jean, barone de Budos | Anne de Joyeuse                         |                                                            |  |  |       |  |  |                                                                   |  |  |                                 |  |
| Jacques, barone de Budos            | Jean, barone de Budos |                                         |                                                            |  |  |       |  |  |                                                                   |  |  |                                 |  |
|                                     |                       | Louise de Porcelet                      | Pierre Porcelet, signore de Maillane                       |  |  |       |  |  |                                                                   |  |  |                                 |  |
|                                     |                       | Louise de Porcelet                      | Pierre Porcelet, signore de Maillane                       |  |  |       |  |  |                                                                   |  |  |                                 |  |
|                                     |                       | Louise de Porcelet                      | Marguerite Piquet                                          |  |  |       |  |  |                                                                   |  |  |                                 |  |
| Louise de Budos                     |                       | Louise de Porcelet                      |                                                            |  |  |       |  |  |                                                                   |  |  |                                 |  |
|                                     |                       | Claude de Clermont, barone de Montoison | Antoine I de Clermont                                      |  |  |       |  |  |                                                                   |  |  |                                 |  |
|                                     |                       | Claude de Clermont, barone de Montoison | Antoine I de Clermont                                      |  |  |       |  |  |                                                                   |  |  |                                 |  |
|                                     |                       | Claude de Clermont, barone de Montoison | Catherine Adhémar                                          |  |  |       |  |  |                                                                   |  |  |                                 |  |
| Catherine de Clermont               |                       | Claude de Clermont, barone de Montoison |                                                            |  |  |       |  |  |                                                                   |  |  |                                 |  |
|                                     |                       | Louise de Rouvroy de Saint-Simon        | Jean de Rouvroy de Saint-Simon, signore de Flavy-le-Martel |  |  |       |  |  |                                                                   |  |  |                                 |  |
|                                     |                       | Louise de Rouvroy de Saint-Simon        | Jean de Rouvroy de Saint-Simon, signore de Flavy-le-Martel |  |  |       |  |  |                                                                   |  |  |                                 |  |
|                                     |                       | Louise de Rouvroy de Saint-Simon        | Louise de Montmorency                                      |  |  |       |  |  |                                                                   |  |  |                                 |  |
|                                     |                       | Louise de Rouvroy de Saint-Simon        |                                                            |  |  |       |  |  |                                                                   |  |  |                                 |  |